# Millry
Millry is een plaats (town) in de Amerikaanse staat Alabama, en valt bestuurlijk gezien onder Washington County.

## Demografie
Bij de volkstelling in 2000 werd het aantal inwoners vastgesteld op 615.
In 2006 is het aantal inwoners door het United States Census Bureau geschat op 603, een daling van 12 (-2,0%).

## Geografie
Volgens het United States Census Bureau beslaat de plaats een oppervlakte van
20,1 km², waarvan 20,0 km² land en 0,1 km² water.

## Plaatsen in de nabije omgeving
De onderstaande figuur toont de plaatsen in een straal van 32 km rond Millry.